# Sheelah
Sheelah, também conhecida como Caracola, foi um girl group sueco de dance-pop que foi formada em 2006 na Suécia pelas cantoras Frida Karlsson, Emma Lewin e Emilie Rosén e mais tarde Sara Li em 2009 como substituta de Frida (quando ela deixou Caracola) e partir de 2014, Caracola contou com as vocalistas Vendela Hollström, Ebba Knutsson e Sannah Johansson. O nome foi alterado de Caracola para Sheelah em 2009, depois de um desentendimento com a gravadora anterior, que tinha os direitos do nome Caracola. A cantora Sara Li deixou o grupo em 2010 para se concentrar em sua carreira solo. Em 2015, foi confirmado que os membros da formação recente não estão mais em Caracola, no entanto, um membro sugeriu que o próprio Caracola não terminou. Não se sabe se a gravadora tem outros planos para Caracola, já que nenhuma palavra oficial dela sobre suas atividades foi anunciada.

## Discografia

### Álbuns
Como Caracola
- 2006 - Caracola
- 2007 - Love Alive
- 2008 - This Is Caracola

### Singles
Como Caracola
- "Överallt" (2006)
- "Sommarnatt" (2006)
- "Glömmer Bort Mig" (2006)
- "Mango Nights" (2007)
- "My Baby Blue" (2007)
- "Smiling in Love" (2008)
- "Vamos, Vamos" (2008)

Como Sheelah
- "Psycho" (2010)
- "The Last Time" (2011)[2]